# Julian Henneberg
Julian-Elias Henneberg ist ein deutscher Synchron-, Hörspiel-, Werbesprecher und DJ.

## Leben
Hennebergs wohl bekannteste Rollen sind Ryder in PAW Patrol, George Michael Bluth in Arrested Development und Shikadai in Boruto: Naruto Next Generations. Außerdem spricht er eine Vielzahl an Rollen in den Teufelskicker-Hörspielen. Über die Jahre hat er ebenfalls einige Konsolen-/Handy-/Computerspiele gesprochen, wie zum Beispiel Paw Patrol – im Einsatz. Seit 2018 spricht er zudem Werbung, unter anderem Spots für Mobilcom-Debitel und Notebooksbilliger.de. Seiner Tätigkeit als DJ geht er überwiegend im norddeutschen Raum nach und legt hauptsächlich Afro-, Melodic- und Tech-House auf.

## Synchronisation (Auswahl)

### Filme
- Chez Nous (Das ist unser Land) – Cyril
- Schneefrei – Hal
- Category 5 – Ethan
- Last Cowboy Standing – Rupert
- Operation Olympus (White House Taken) – Pidge
- Shot Caller – Joshua
- Super Dark Times – Charlie
- The Last Movie Star – Stewart
- USS Indianapolis (Men of Courage) – Paul
- Antboy – Allan
- Paw Patrol the Movie – Ryder
- Low Tide – Peter (Jaeden Lieberher)

### Serien
- Paw Patrol – Ryder
- Verschlungene Wege – Félix (Kevsho / Kevin Robert)
- Titans (DC Universe)  – Tim Drake (Jay Lycurgo)
- Arrested Development – George Michael Bluth (Michael Cera)
- Stranger Things/Staffel 4 – Patrick
- Formula 1: Drive to Survive – Nikita Dmitrijewitsch Masepin
- Heartland – Wyatt (Dempsey Bryk)
- The Bold Type – Der Weg nach oben – Joey
- Love of Kill – Ryang Ha
- Der Pakt – Malte
- Boruto (Naruto Next Generations) – Shikadai
- Naruto – Komushi; Inojin
- Die Casagrandes – Casey
- Snowflake Mountain – Liam
- Orbital Children – Taiyou
- Marinette – Robert
- Shin Chan – Masao
- Unbreakable Kimmy Schmidt – Lucas
- Inui (Abendteuer am Nordpol) – Willy
- Coach Snoop – John Ross
- The Restaurant – Arvid
- 19-2 – Theo
- Survivors Remorse – Johnny
- Candice Renoir – Gaspard
- Seven Deadly Sins – Solaad
- Bleak House – Jo
- Slasher (Der Vollstrecker) – Malcolm
- Polly Pocket
- Deadwind

### Videospiele
- 2021: Cookie Run: Kingdom als Sternenstaub-Cookie
- 2023: Alan Wake II als Steven Lin